# Zapadni Omo-Tana jezici
Zapadni Omo-Tana jezici, podskupina istočnokušitskih jezika, afrazijska porodica, koji su rašireni n apodručju Etiopije i Kenije. 
Predstavnici su: arbore [arv], 4.440 (1994 popis); baiso bsw], 1.010 (1995 SIL); daasanach [dsh], 40.100 (od toga 8.000 u Keniji); i el molo [elo], 8 (1994 I. Larsen), 700 etničkih (2007 BTL).

## Vanjske poveznice
- Ethnologue (14th)
- Ethnologue (15th)